# Bình Thạnh, Mộc Hóa
Bình Thạnh là một xã thuộc huyện Mộc Hóa, tỉnh Long An, Việt Nam.

## Địa lý
Bình Thạnh là một xã nằm ở phía bắc huyện Mộc Hóa, có vị trí địa lý:
- Phía đông giáp huyện Thạnh Hóa
- Phía tây giáp xã Bình Hòa Tây
- Phía nam giáp các xã Bình Hòa Trung, Bình Hòa Đông và thị trấn Bình Phong Thạnh
- Phía bắc giáp Campuchia.

Xã có diện tích 47,79 km², dân số năm 1999 là 2.021 người, mật độ dân số đạt 42 người/km².

## Lịch sử
Xã Bình Thạnh được thành lập vào ngày 24 tháng 3 năm 1994 trên cơ sở 837 ha diện tích tự nhiên và 108 người của xã Bình Phong Thạnh; 2.726,8 ha diện tích tự nhiên và 642 người của xã Bình Hòa Đông.
Sau khi thành lập, xã Bình Thạnh có 3.563,8 ha diện tích tự nhiên với 1.750 người.

## Hành chính
Xã Bình Thạnh được chia thành 4 ấp: Gò Dồ Nhỏ, Mây Rắc, Sậy Giăng, Chuối Tây.